# CD Tortosa
CD Tortosa is een Spaanse voetbalclub uit Tortosa in de regio Catalonië. De club speelt in de Primera Divisió Catalana, de hoogste Catalaanse amateurdivisie. Thuisstadion is het Estadi Municipal de Tortosa.

## Geschiedenis
CD Tortosa werd opgericht op 1909. In de loop der jaren was de club 44 seizoenen actief in de Tercera División. De overige jaargangen speelde CD Tortosa in regionale divisies. Het grootste succes in de clubgeschiedenis was de finaleplaats in de Trofeu Moscardó van 1962. In de finale was CD Condal echter met 3-1 te sterk voor CD Tortosa.